# Тюняев, Алексей Николаевич
Тюняев, Алексей Николаевич (12 марта 1916, Малое Клочково, Ивановская область — 25 марта 1983, Москва) — советский морской офицер, участник арктического перехода, участник Великой Отечественной войны в составе Северного флота. Контр-адмирал (1957).

## Биография
Родился 12 марта 1916 году в Ивановской области, Тейковский район, деревня Малое Клочково. Отец работал председателем колхоза «Новая жизнь». Учился в Мелюшевской школе. В середине 30-х годов семья уехала из деревни. Окончил школу и 2 курса 2 курса Энергоинститута в 1937 году в Иваново. 
Призван в Вооруженные Силы 4 октября 1937 года. По комсосольской путёвке с 4 октября 1937 года курсант Высшего Военно-Морского училища им. Фрунзе, которое окончил в 1939 году. Лейтенант — НКФ приказ № 02233 от 04.09.1939 года. Командир БЧ-2 эсминца «Войков» ТОФ — НКФ приказ № 0233 от 04.09.1939 года. С 20 декабря 1939 года командир штурманского сектора эсминца «Войков» БММ ТОФ. С 23 августа 1940 года командир БЧ-1 эсминца «Расторопный» БММ ТОФ.

### Великая Отечественная война
Штурман 2 дивизиона эсминцев бригады эсминцев ТОФ — приказ ТОФ № 0127 от 18.02.1942 года, штурман отделения дивизиона эсминцев ТОФ. 
В июле 1942 года назначен флагманским штурманом отряда экспедиции особого назначения № 18, которая должна провести Северным морским путём конвой транспортных судов и кораблей Тихоокеанского флота из Тихого океана в Архангельск и на Северный флот. Переход осуществляли 3 боевых корабля Тихоокеанского флота 6 транспортных судов и 2 ледокола, в середине октября корабли благополучно прибыли в порт Полярный. Во льдах и по чистой воде было пройдено 7360 миль. За успешно обеспечение дальнего перехода старший лейтенант Тюняев был представлен к награждению орденом Красной Звезды.
Участник Великой Отечественной войны в составе Северного флота с 22 октября 1942 года по 9 мая 1945 года. Старший лейтенант — НКФ приказ № 0781 от 16.04.1942 года. С 22 октября 1942 года дивизионный штурман 1-го дивизиона бригады эсминцев СФ. Член КПСС с 1943 года. Капитан-лейтенант — СФ приказ № 0323 от 29.04.1944 года.
С 12 мая 1944 года флагманский штурман бригады эсминцев СФ, с 2 сентября 1944 года штурман Управления 1 дивизиона эсминцев СФ. С 22 ноября 1944 года старший помощник командира лидера эсминца «Баку» СФ.

### Послевоенная служба
С 20 февраля 1946 года слушатель высшие ордена Ленина спецклассы ВМФ. 3.10.1946 года преподаватель кафедры тактики флота ВВМОЛКУ им. Фрунзе, с 16.10.1946 года в распоряжении Командующего СФ.
С 26.12.1946 года командир эсминца «Жаркий» СФ. С 18 февраля 1948 года капитан 3-го ранга, с 4 мая 1948 командир эсминца «Карл Либкнехт» СФ.
С 1. декабря 1948 года слушатель ВМОЛА им. Ворошилова. С 26.ноября 1951 года начальник штаба 32 дивизиона эсминцев ВМФ. Закончил ВМОЛА им. Ворошилова в 1951 году с отличием и золотой медалью, с 28 ноября 1951 года капитан 2-го ранга. С 11.04.1953 года начальник штаба 32 дивизии крейсеров ВМФ. С 2 ноября 1953 года командир легкого крейсера «Жданов».
С 13 марта 1954 года капитан 1-го ранга. С 13 февраля 1956 года командир 32-й дивизии крейсеров ВБФ КБФ. С 22 июня 1956 года командир 50-й дивизии крейсеров эскадры ЧФ.
Слушатель Военной академии генерального Штаба ВС с 27.08.1956 года, окончил ВМ факультет Военной Академии Генерального штаба в 1960 году. Контр-адмирал — постановление СМ № 1034 от 27.08.1957 года.
С 6 июня 1960 года начальник штаба — первый заместитель командующего эскадрой ЧФ. С 4 января 1961 начальник 3-го отделения оперативного Управления Генерального Штаба ВМФ — приказ Мо № 06 от 04.01.1961 года. С 9 сентября 1961 года заместитель начальника боевой подготовки ВМФ — приказ ГК ВМФ № 281 от 09.09.1961 года. С 17 июня 1974 года заместитель начальника противолодочных сил ВМФ.
Уволен в запас с действительной военной службы по возрасту 22 января 1976 года. Умер 25 марта 1983 года, был похоронен в Москве на Кунцевском кладбище.

## Семья[2]
- жена Тюняева Валентина Михайловна — 1925.;
- дочь Ирина — 1946;
- сын Герман — 1941.

## Награды[3][1]
- Медаль «За боевые заслуги» 22.02.1943
- Орден Отечественной войны II степени 04.12.1943
- Орден Красного Знамени 30.12.1956
- Орден Отечественной войны I степени 22.02.1945
- Орден Красной Звезды 1953
- Орден  "За службу Родине в Вооруженных Силах СССР" 3-й степени 1975
- именное оружие  1966